# Changchengopterus
Changchengopterus je rod svrchnojurského ramforynchoidního ptakoještěra, jehož fosílie byly objeveny v čínské provincii Che-pej. Typový druh C. pani byl popsán v roce 2009. Fylogenetická analýza prokázala, že šlo o vývojově primitivního ptakoještěra, příbuzného staršímu evropskému rodu Dorygnathus.